# Two Soldiers
Two Soldiers ist ein US-amerikanischer Kurzfilm von Aaron Schneider aus dem Jahr 2003. Er beruht auf einer Kurzgeschichte von William Faulkner.

## Handlung
1941, Mississippi: Der achtjährige Willie und sein großer Bruder Pete leben mit ihren Eltern im Dorf Killegrew. Willie lernt viel von seinem Bruder, so zeigt dieser ihm die Vögel der Gegend, von denen viele instinktiv immer wieder in die gleiche Gegend zurückkehren, und beide legen sich eine Eiersammlung an. Abends schleichen sie sich zum Haus eines alten Ehepaares, das ein Radiogerät besitzt. Heimlich hören sie die Nachrichten, bevor sie schlafen gehen, wobei Pete Willie stets daran erinnert, seine Gebete nicht zu vergessen. Eines Tages berichten die Nachrichten vom Angriff auf Pearl Harbour. Das Verhältnis zwischen den Brüdern wandelt sich, ist der 19-jährige Pete doch nun deutlich in sich gekehrter. Er schenkt Willie eines Tages das Ei eines Grünreihers, den wertvollsten Teil seiner Eiersammlung. Am nächsten Tag erfährt Willie, dass sich Pete freiwillig zur U.S. Army gemeldet hat. Er will Pete folgen, doch sagt der ihm, dass er zu klein sei. Am Tag darauf verabschiedet sich Pete von seinen Eltern und Willie und besteigt den Bus nach Memphis.
In der Nacht packt Willie seine wichtigsten Sachen, darunter das Grünreiher-Ei und ein Taschenmesser, ein und begibt sich zu Fuß ins 30 Meilen entfernte Jefferson. Hier sieht ihn der Sheriff Foote und bringt ihn in sein Büro. Weil Willie darauf besteht, noch am selben Tag nach Memphis zu fahren, weil dort sein Bruder sei, organisiert der Sheriff ein Busticket. Bald darauf kommt Willie in der Großstadt an. Er fragt sich zum Gebäude der Army durch und gelangt unbemerkt in die Registrierungsräume, in der sich die Freiwilligen und Eingezogenen melden. Er fragt nach Pete und das immer lauter, bis Leutnant Hogenbeck auf ihn aufmerksam wird. Unsensibel will er Willie hinauswerfen, doch zückt der sein Taschenmesser. Bei der Jagd auf ihn kann ihn Hogenbeck fassen, doch verletzt Willie ihn mit dem Messer. Die Situation droht zu eskalieren, bis Colonel McKellog erscheint. Er kann Willie den Grund für sein Hiersein entlocken und bringt ihn in sein Büro. Leutnant Hogenbeck wird angewiesen, Pete ausfindig zu machen. Dieser erscheint kurz darauf in Colonel McKellogs Büro, peinlich berührt und wütend auf seinen Bruder. McKellog kann Pete beruhigen und dieser versucht, auf den Bruder einzugehen, erklärt ihm, dass er nach Hause gehen muss und dass er zurückkehren wird. Er erinnert Willie daran, seine Gebete nicht zu vergessen und Willie entgegnet, er solle den Weg nach Hause nicht vergessen. Pete bricht in Tränen aus. Den Weg nach Hause, so stellt er fest, finde er instinktiv. Colonel McKellog bietet Willie an, Petes Abflug in einem „Silbervogel“ anzusehen, doch will der Junge nun schnell nach Hause. McKellog weist seinen Fahrer an, Willie zurück nach Killegrew zu bringen.

## Produktion
Two Soldiers beruht lose auf der gleichnamigen Kurzgeschichte von William Faulkner, die erstmals am 28. März 1942 in der Saturday Evening Post erschien. Der Film wurde in North Carolina, darunter in East Bend, Elkin, Winston-Salem und Yadkinville gedreht. Die Kostüme schuf Alonzo Wilson, die Filmbauten stammen von C. Robert Holloway. Der Film erschien am 1. August 2003 in den USA und wurde am 20. September 2003 auf dem Palm Springs International ShortFest gezeigt. Im November 2005 erschien er auf DVD.

## Auszeichnungen
Auf dem Palm Springs International ShortFest gewann der Film den Jurypreis in der Kategorie Bester Film über 15 Minuten. Jonathan Furr wurde als bester Schauspieler ausgezeichnet. Two Soldiers gewann 2004 den Oscar in der Kategorie Bester Kurzfilm. Auf dem DC Independent Film Festival in Washington gewann Two Soldiers 2004 den Publikumspreis.